# Bennet
Bennet – wieś w Stanach Zjednoczonych, w stanie Nebraska, w hrabstwie Lancaster.